# Palazzo Spinelli di Laurino
Il palazzo Spinelli di Laurino è un edificio di valore storico e architettonico di Napoli, ubicato lungo il decumano maggiore.

## Storia
Il palazzo, eretto nel XV secolo, fu restaurato e decorato su commissione di Trojano Spinelli intorno alla metà del XVIII secolo.
Una particolarità dell'edificio è il cortile interno a pianta ellittica, l'unico a Napoli; il cortile è adorno di statue e stucchi di notevole bellezza.
Notevole è pure lo scalone sanfeliciano composto da due rampe: la prima, in asse con la parete di fondo e la rampa successiva, ha una doppia rampa con duplice prospettiva e come sfondo ha dei cippi romani in due nicchie. 
In un appartamento va segnalata una volta affrescata da Filippo Di Pascale con la tecnica del trompe l'oeil, in un altro un Trionfo della Fede dei fratelli Antonio e Giovanni Sarnelli, in un altro ancora una serie di soffitti decorati di stile eclettico di fine '800.
Inoltre è presente la cappella di famiglia la cui erezione risale al XVIII secolo; è attigua al cortile del palazzo ma ha anche un proprio ingresso su vico Fico a Purgatorio.
La facciata è stata restaurata dagli attuali proprietari; le statue del cortile invece necessitano di restauro. 
In questo palazzo sono state girate alcune scene di tre film ambientati a Napoli, Giallo napoletano di Sergio Corbucci (1979), La Pelle di Liliana Cavani (1981), tratto dal romanzo omonimo di Curzio Malaparte, e Maccheroni di Ettore Scola (1985), interpretati, fra gli altri attori, da Marcello Mastroianni che nel cast del secondo film si accompagnava ad altri interpreti come Burt Lancaster, Claudia Cardinale, Carlo Giuffrè e Peppe Barra, mentre nell'ultimo vi erano Jack Lemmon e Isa Danieli.

## Altre immagini

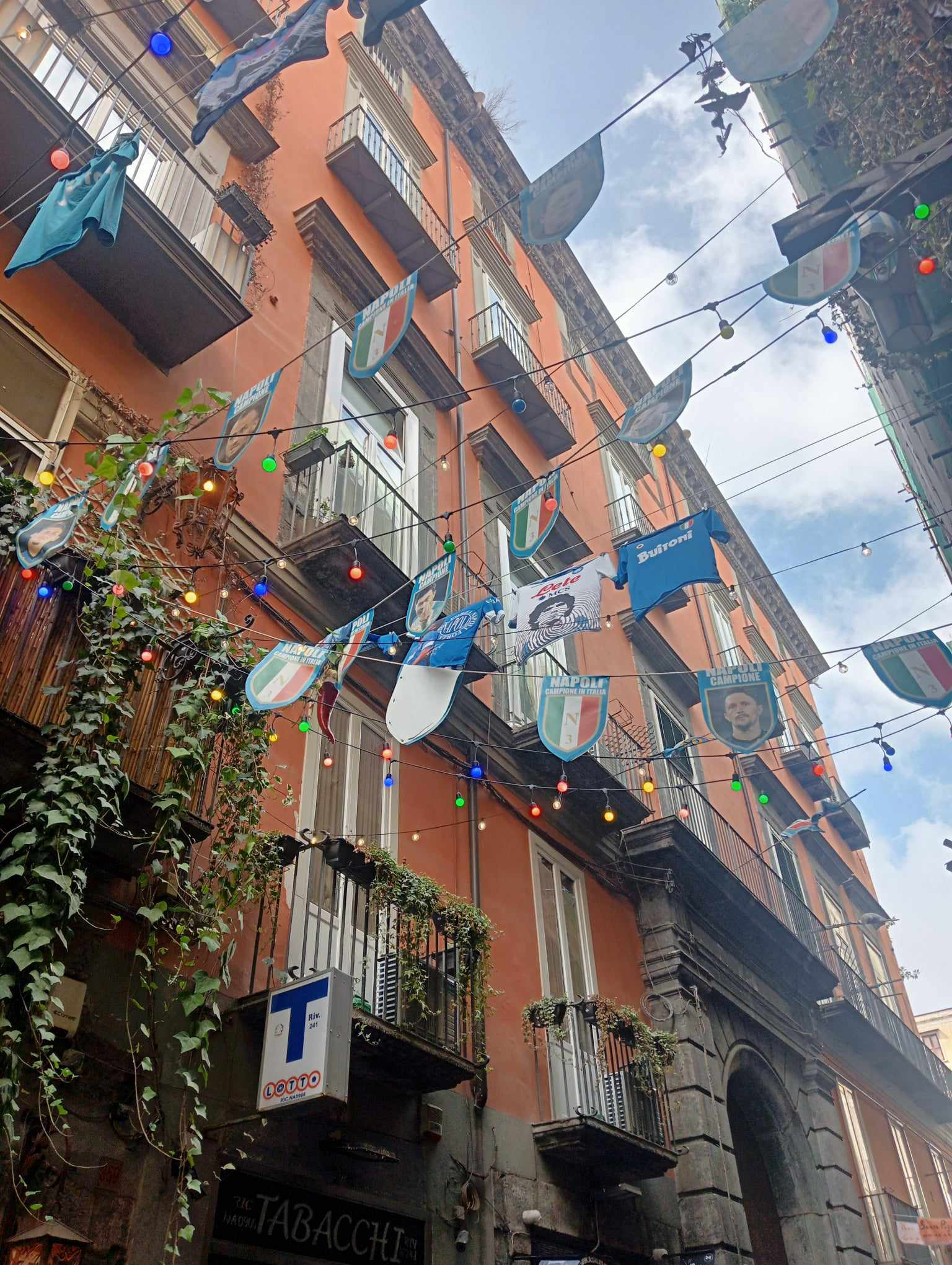
La facciata su via Tribunali
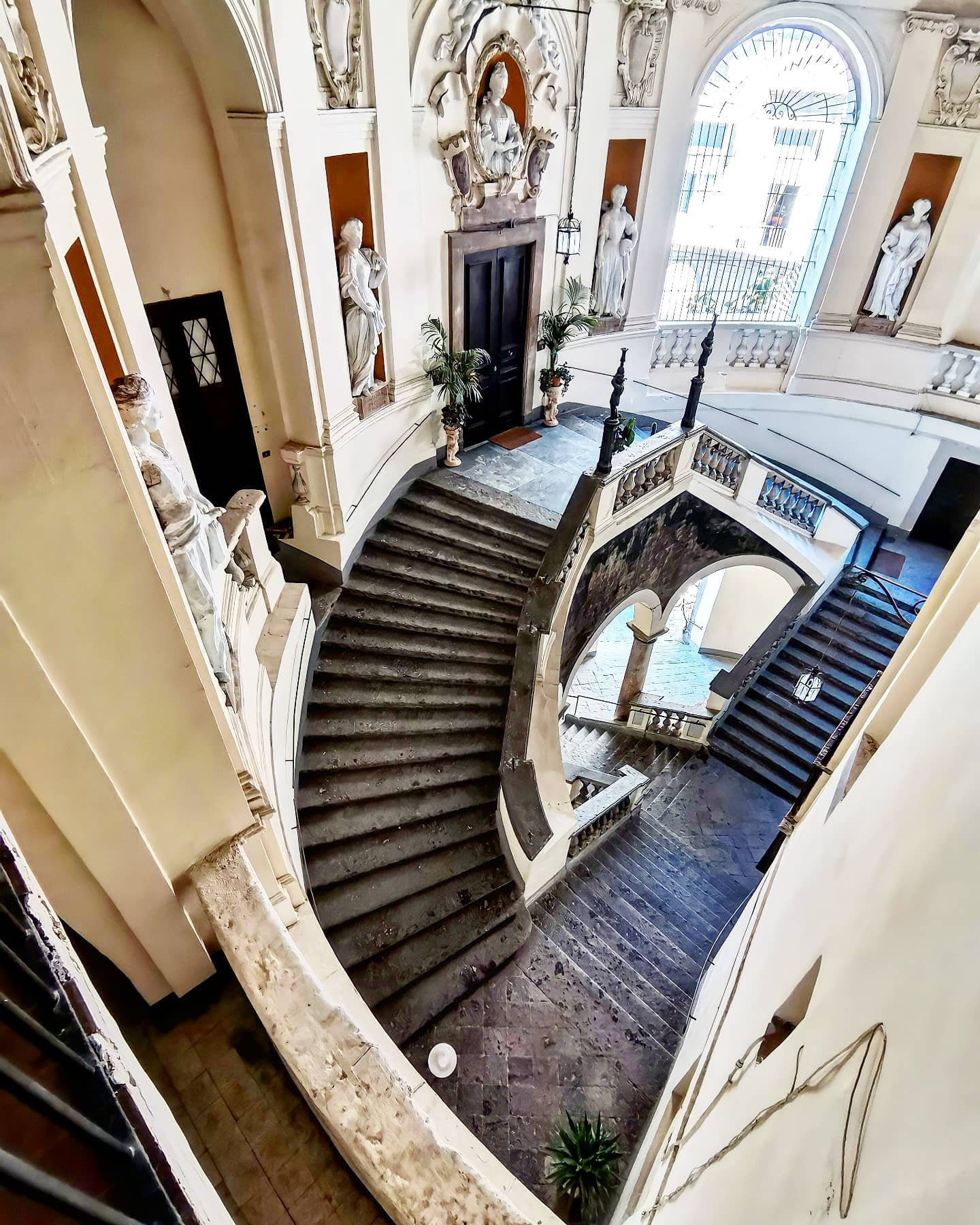
Lo scalone monumentale
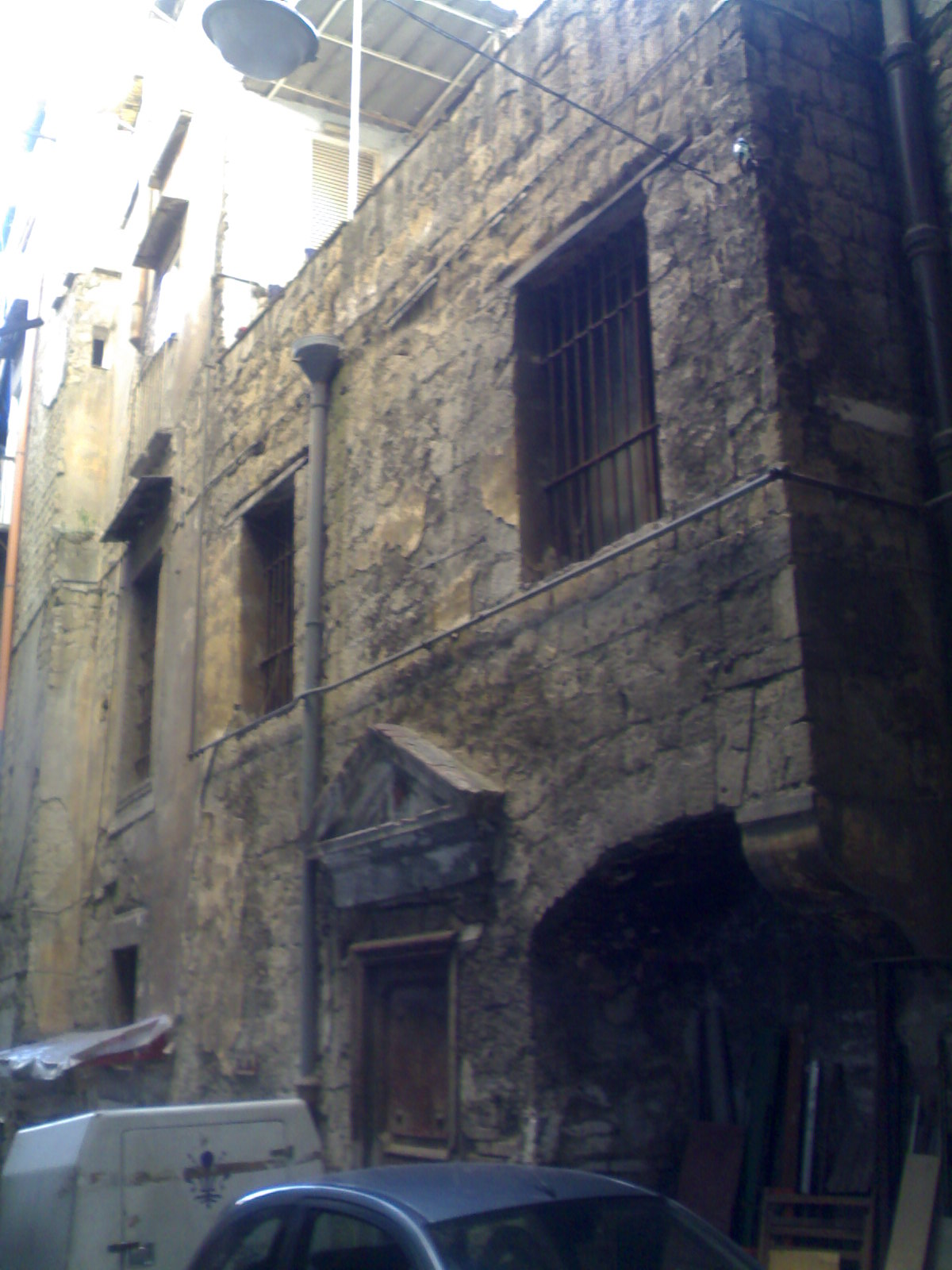
La cappella di famiglia vista dall'ingresso indipendente